# فدراسیون بین‌المللی هوانوردی
فدراسیون بین‌المللی هوانوردی (به فرانسوی: Fédération Aéronautique Internationale) (اختصاری FAI) یک سازمان حاکم بر تعاریف و رکوردهای جهانی ورزش‌های هوایی، مکانیک پرواز و آسترونوتیکس (مبحث کیهان‌نوردی) است. این تعریف شامل وسایل هوافضایی سرنشین‌دار و بدون سرنشین است که این خود از بالونها گرفته تا فضاپیماها را دربر می‌گیرد و شامل هواپیمای مدل و پهپاد نیز می‌شود.

## تاریخچه
FAI در کنفرانسی که در ١٢ الی ١۴ اکتبر ١٩۰٥ در پاریس برگزار شده بود تأسیس گردید، پس از قطعنامه ای که توسط کنگره المپیک در ١۰ ژوئن ١٩۰٥ در بروکسل برگزار شد و خواستار ایجاد انجمن "برای تنظیم ورزش پرواز، جلسات مختلف هواپیمایی، پیشرفت علم و ورزش هواپیمایی بود، تشکیل گردید..." در این کنفرانس نمایندگانی از ٨ کشور حضور داشتند: باشگاه هوایی سلطنتی بلژیک تأسیس ١٩۰١، باشگاه هوایی فرانسه تاسیس ١٨٩٨، باشگاه هوایی آلمان، باشگاه هوایی سلطنتی انگلیس بزرگ تاسیس ١٩۰١، باشگاه هوایی ایتالیا تاسیس ١٩۰۴، باشگاه هوایی اسپانیا تاسیس ١٩۰٥، باشگاه هوایی سوئیس تاسیس ١٩۰۰ و باشگاه هوایی ایالات متحده تاسیس ١٩۰٥.
در ٢ فوریه ٢۰١٧، FAI همکاری استراتژیک جدید خود را با شرکت بین المللی مدیریت دارایی ناسفیر وینچرز اعلام کرد. دبیرکل FAI، سوزان شودل، رئیس FAI فریتس برینک و مدیر همکار ناسفیر وینچرز مکس پولیاکوف، این توافق نامه را امضا کردند و سازمان بین المللی هوانوردی ناسفیر وینچرز را به عنوان شریک فنی جهانی معرفی کردند.

## ساختار سازمانی
فدراسیون جهانی ورزش‌های هوایی (FAI) دارای ساختاری منظم و بین‌المللی است که شامل ارگان‌های کلیدی زیر می‌باشد:
- مجمع عمومی (General Conference): عالی‌ترین نهاد تصمیم‌گیری که مسئول تعیین اهداف و تصویب اساسنامه و آیین‌نامه‌های فدراسیون است.
- هیئت اجرایی (Executive Board): نهاد مسئول اجرای سیاست‌ها و نظارت بر عملکرد روزمره سازمان.
- کمیسیون‌های ورزش‌های هوایی (Air Sport Commissions): متشکل از ۱۲ کمیسیون تخصصی که برای هر رشته هوایی قوانین و برنامه‌های مسابقاتی را تنظیم می‌کنند.
- کمیسیون‌های فنی (Technical Commissions): شامل بخش‌های آموزشی، پزشکی-فیزیولوژیکی و محیط‌زیست جهت پشتیبانی علمی و اجرایی.
- دبیرخانه و دبیرکل: اداره اجرایی فدراسیون توسط دبیرکل انجام می‌شود و دفتر مرکزی FAI در لوزان سوئیس قرار دارد.

منبع: ضات آکرو تیم

## رده‌ها
- رده A بالونها
- رده B کشتیهای هوایی
- رده C هواپیماها
- رده D بادپرها (گلایدر) و بادپرهای موتوری
- رده E هواگردهای گردنده‌بال
- رده F هواپیمای مدل
- رده G چتربازها
- رده H هواپیماهای عمودپرواز
- رده I هواگردهای قدرتگیر از انسان
- رده K فضاپیماها
- رده M تیلتروتورها
- رده N استولها
- رده O گلایدینگهای آویزان و پاراگلایدینگها
- رده P هوافضاگردها
- رده R میکرولایتها
- رده S فضا مدلها
- رده U پهپادها